# Provincia di Zambezia
La provincia di Zambezia è una provincia del Mozambico centrale. Il capoluogo è la città costiera di Quelimane.

## Geografia fisica
La provincia confina a nord con la Niassa, a nord ed est con la provincia di Nampula, a sud-ovest con la provincia di Sofala, a ovest con la provincia di Tete, e a nord-ovest col Malawi; a sud si affaccia sul canale del Mozambico. Il confine con Sofala è segnato dal fiume Zambesi, e quello con Tete dal fiume Chire.
Il territorio è caratterizzato da una ampia pianura costiera ricca di mangrovie. All'interno il territorio va gradualmente elevandosi fino all'area montuosa settentrionale della Serra Namùli (2419 m). Dall'interno defluiscono verso l'oceano i fiumi Ligorha, Molócuè, Licungò e Luala. Lo Zambesi sfocia con un delta fluviale nel canale del Mozambico dopo aver ricevuto le acque dell'affluente Chire.

## Geografia antropica

### Suddivisioni amministrative
La provincia è divisa nei seguenti distretti:
- Alto Molócuè
- Chinde
- Derre
- Gilé
- Gurué
- Ile
- Inhassunge
- Luabo
- Lugela
- Maganja da Costa
- Milange
- Mocuba
- Mocubela
- Molumbo
- Mopeia
- Morrumbala
- Mulevala
- Namacurra
- Namarroi
- Nicoadala
- Pebane
- Quelimane